# Voluikî, Busk
Voluikî (în ucraineană Волуйки) este un sat în așezarea urbană Olesko din raionul Busk, regiunea Liov, Ucraina.

## Demografie
Componența lingvistică a localității Voluikî
     Ucraineană (98,89%)
     Rusă (1,11%)
Conform recensământului din 2001, majoritatea populației localității Voluikî era vorbitoare de ucraineană (98,89%), existând în minoritate și vorbitori de rusă (1,11%).